# 斎藤完
斎藤 完（さいとう みつる、1965年11月 - ）は、日本の音楽学者。山口大学教育学部大学院担当教授。専門はトルコ音楽ならびに近現代日本における音楽文化。 
東京芸術大学音楽学部邦楽科（専攻：琴古流尺八）卒業後、同大学大学院音楽研究科修士課程（専攻：音楽学）入学。在学中、日本国文部省派遣留学生としてトルコ共和国のイスタンブール工科大学付設国立トルコ音楽院に学ぶ（2年）。帰国後、東京芸術大学大学院音楽研究科修士課程を修了（音楽修士）し、同大学大学院音楽研究科後期博士課程、単位取得満期退学。なお、尺八奏者の藤原道山は学部時代の同期生。
アメリカ、ポーランド、台湾への留学歴もある。

## 著書

### 単著
- 飲めや歌えやイスタンブール、音楽之友社、2002年
- 民謡秘宝紀行、白水社、2004年
- 映画で知る美空ひばりとその時代 銀幕の女王が伝える昭和の音楽文化、スタイルノート、2013年

### 共編
- （徳丸吉彦 監修、月溪恒子、徳丸十盟、斎藤完 編） 幽玄なる響き 人間国宝・山口五郎の尺八と生涯、出版芸術社、2008年

### 分担執筆
- （西尾哲夫、堀内正樹、水野信男 編）アラブの音文化、スタイルノート、2010年 - 第28回 田邉尚雄賞（東洋音楽学会）受賞
- （片山杜秀 責任編集）思想としての音楽、講談社、2011年
- （北中正和、青島美幸 監修） 青島幸男読本、ＣＤジャーナル、2012年
- （西尾哲夫水野信男　編）中東世界の音楽文化 〜うまれかわる伝統、スタイルノート、2016年

ほかにトルコ音楽関連、日本音楽関連、美空ひばり関連の論文がある。